# Consilium abeundi
Consilium abeundi (česky: „rada odejít“) je specifické varování či vyloučení studenta, které se praktikovalo na církevních a později státních školách, zejména v oblasti střední Evropy. Udělovalo se z různých důvodů: kázeňských, prospěchových, ale např. i finančních.
Praxe ohledně consilia abeundi nebyla jednotná, v různých dobách a na různých ústavech mělo rozdílnou formu i význam. Většinou šlo o mírnější formou vyloučení, kdy vyloučený opustil školu formálně na vlastní žádost či žádost rodičů, čímž si zachoval tvář a zůstal „úředně čistý“ (což umožňovalo bezproblémové přijetí a dostudování jinde). 
V některých případech však mohlo mít consilium abeundi charakter podmíněného vyloučení (vyloučení při dalším přestupku) a bylo tedy jakýmsi posledním varováním (ve smyslu odejděte sám, nebo radikálně změňte přístup). A v dalších případech znamenalo skutečně radu odejít, v níž škola dávala studentovi oficiálně najevo, že jeho šance dostudovat jsou velmi malé (nejčastěji pro nedostatečné studijní předpoklady), a doporučovala mu zvolit k dostudování nějaký vhodnější ústav.

## Příklady
V případě Radovana Lukavského, který je obdržel v roce 1935 v kvintě Arcibiskupského gymnázia v Praze-Bubenči, mělo consilium abeundi charakter přípisu na zadní straně výročního vysvědčení: Řádně ohlásil, že z ústavu odchází, a není důvodu, proč by nemohl být přijat na ústav jiný. Důvodem jeho udělení byl narůstající dluh na internátu školy, který rodiče, těžce postižení hospodářskou krizí, nedokázali včas splácet. V tomto případě měla „rada odejít“ charakter ohleduplné formy vyloučení a nebylo ji možné žádným způsobem ignorovat či zrušit.